# Evelyn Lincoln
Evelyn Maurine Norton Lincoln (Contea di Polk, 25 luglio 1909 – Washington, 11 maggio 1995) è stata una funzionaria statunitense.
È stata la segretaria personale di John F. Kennedy dalla sua elezione al Senato degli Stati Uniti nel 1953, fino al suo assassinio avvenuto a Dallas nel 1963. La signora Lincoln, che era in corteo quando Kennedy fu assassinato, ha visitato la tomba di Kennedy presso l'Arlington National Cemetery ogni anno per l'anniversario della sua morte.